# Peter Heinrich (Schauspieler)
Peter Heinrich (* 10. Oktober 1947 in Neunkirchen; † 13. Oktober 1998 in Großhansdorf) war ein deutscher Schauspieler, Regisseur, Synchron- und Hörspielsprecher.

## Leben
Peter Heinrich erhielt seine schauspielerische Ausbildung in Heidelberg und hatte Engagements am Residenztheater in München und am Berliner Schillertheater. Mitte der 1980er Jahre kam Heinrich nach Hamburg, wo er zunächst am Theater im Zimmer und den Kammerspielen auftrat, bis Friedrich Schütter ihn 1987 an das Ernst-Deutsch-Theater verpflichtete, dem er als Schauspieler und Regisseur zehn Jahre lang angehörte. In den Jahren 1995 bis 1997 gastierte Heinrich darüber hinaus bei den Bad Hersfelder Festspielen, wo er als Mephisto in einer Faust-Inszenierung von Johannes Kaetzler und in der Rocky Horror Show zu sehen war. 1995 wurde er dort für seine Darstellung des Conférenciers im Musical Cabaret mit dem Großen Hersfeld-Preis ausgezeichnet.
Seit Beginn der 1970er Jahre war Peter Heinrich auch gelegentlich im Fernsehen zu sehen. So spielte er verschiedene Gastrollen im Großstadtrevier oder wirkte in anderen Serien wie Unsere Hagenbecks oder Schulz & Schulz mit. Für den Spielfilm Die Klette mit Désirée Nosbusch, Peter Sattmann und Eleonore Weisgerber in den Hauptrollen schrieb er 1986 gemeinsam mit Horst Bosetzky das Drehbuch.
Peter Heinrich war zudem umfangreich in der Synchronisation tätig und lieh zahlreichen Schauspielkollegen seine Stimme, so z. B. E. E. Clive in einer späteren Synchronfassung von Der Hund von Baskerville aus dem Jahr 1939, Danny Glover in Flug durch die Hölle oder Joey Travolta in Amazonen auf dem Mond oder Warum die Amis den Kanal voll haben. Er sprach außerdem die Rolle des Tattoo (gespielt von Hervé Villechaize) in der Serie Fantasy Island. Ferner wirkte Heinrich in einer Reihe von Hörspielproduktionen mit.
Drei Tage nach seinem 51. Geburtstag verstarb Peter Heinrich an den Folgen einer Krebserkrankung und erhielt eine Seebestattung.

## Filmografie
- 1971: Mädchen beim Frauenarzt
- 1975: So oder so ist das Leben
- 1977: Liebe das Leben, lebe das Lieben
- 1986: Novemberkatzen
- 1987: Großstadtrevier – Große Haie, kleine Fische
- 1989: Schulz & Schulz
- 1991: Großstadtrevier – Sonntagsfrühstück
- 1991: Großstadtrevier – Der Blumenhändler
- 1992: Unsere Hagenbecks – Umzug
- 1993: Flash – Der Fotoreporter – Valentina
- 1993: Großstadtrevier – Türkisches Poker
- 1994: Lutz & Hardy – Nur ein kleiner Biss
- 1994: Großstadtrevier – Der erste Tag
- 1995: Tatort – Tod eines Polizisten
- 1999: Einsatz Hamburg Süd – Das Attentat